# گورستان جوزدر ۳
قبرستان جوزدر ۳ مربوط به سده‌های اولیه دوران‌های تاریخی پس از اسلام است و در شهرستان کنارک، بخش زرآباد، دهستان کاروان، ۱۳۰۰ متری غرب روستای جوزدر واقع شده و این اثر در تاریخ ۲۶ اسفند ۱۳۸۷ با شمارهٔ ثبت ۲۵۸۹۷ به‌عنوان یکی از آثار ملی ایران به ثبت رسیده است.